# Kępica
Kępica est une localité polonaise de la gmina rurale de Świerzno, située dans le powiat de Kamień en voïvodie de Poméranie-Occidentale. Elle se situe à environ 12 km à l'est de la ville de Kamień Pomorski et 66 km au nord-est de la capitale régionale Szczecin.

## Géographie

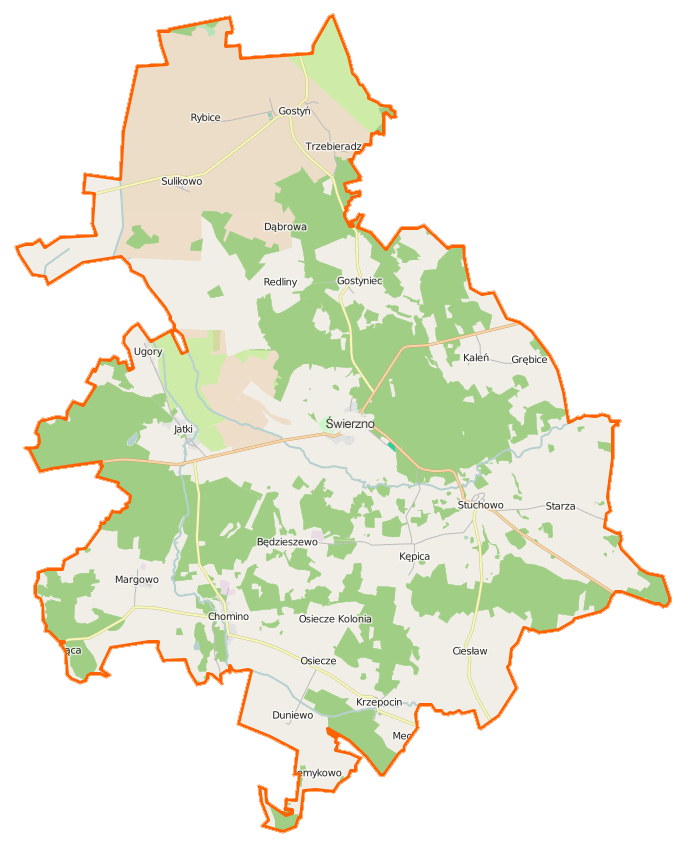
Carte de la gmina de Świerzno.